# Cellariella kalaharica
Cellariella kalaharica is een vliesvleugelig insect uit de familie Halictidae. De wetenschappelijke naam van de soort is voor het eerst geldig gepubliceerd in 1936 door Cockerell.